# (11904) 1991 TR1
(11904) 1991 TR1 est un objet de la ceinture principale intérieure découvert en 1991.

## Description
(11904) 1991 TR1 a été découvert le 13 octobre 1991 à l'observatoire Palomar, situé au nord de San Diego en Californie, par Kenneth J. Lawrence.

### Caractéristiques orbitales
L'orbite de cet astéroïde est caractérisée par un demi-grand axe de 1,92 UA, un périhélie de 1,73 UA, une excentricité de 0,010 et une inclinaison de 19,64° par rapport à l'écliptique. Du fait de ces caractéristiques, à savoir un demi-grand axe inférieur à 2 UA et un périhélie supérieur à 1,666 UA, il est classé, selon la JPL Small-Body Database, objet de la ceinture principale intérieure.

### Caractéristiques physiques
(11904) 1991 TR1 a une magnitude absolue (H) de 15,0 et un albédo estimé à 0,222.